# Кведлинбургское аббатство
Кведлинбургское аббатство (нем. Stift Quedlinburg или Reichsstift Quedlinburg) было обителью секулярных канонисс (аналогично у мужчин см. Каноник) в городе Кведлинбурге в земле Саксония-Анхальт, Германия. Оно было основано в 936 году по инициативе Святой Матильды, вдовы Генриха Птицелова, как мемориал в его честь . В течение многих столетий оно обладало большим престижем и влиянием.

## История

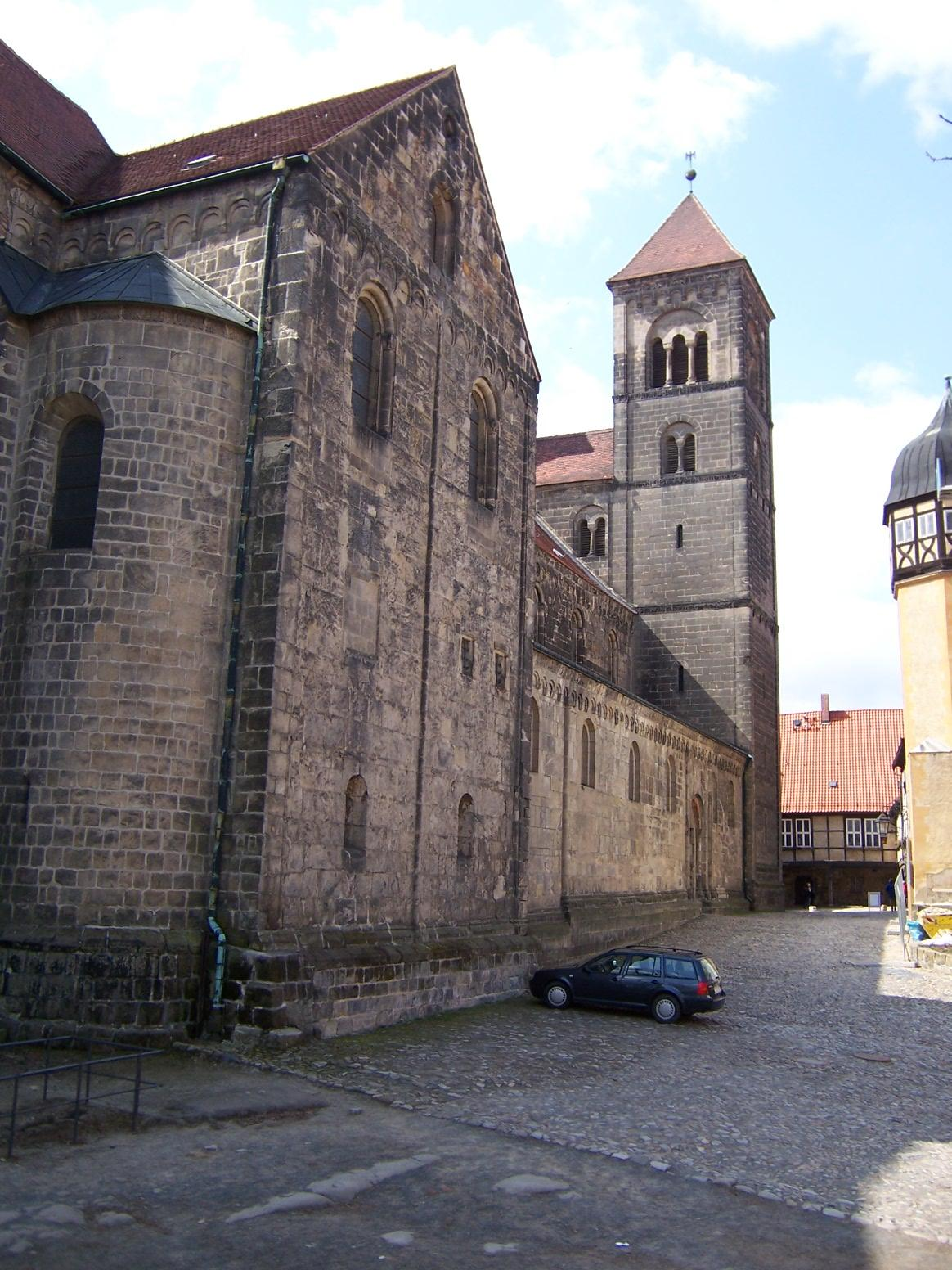
Бывшая коллегиальная церковь Св. Серватия в Кведлинбурге, ныне лютеранская церковь

Кведлинбургское аббатство было основано на замковом холме Кведлинбурга в 936 Оттоном Великим, по просьбе матери королевы Матильды, позже канонизированной, для увековечения памяти об отце Оттона, Генрихе Птицелове. Генрих был похоронен здесь, так же как впоследствии и Матильда.
«Kaiserlich freie weltliche Reichsstift Quedlinburg» («Вольное светское Имперское аббатство в Кведлинбурге»), как оно называлось до своего роспуска в 1802 году, включало в себя частную церковь императорской семьи, с которой была связана община светских канонисс, как правило незамужних дочерей высшей аристократии. Крупнейшими и наиболее знаменитыми заведениями этого рода были Эссенское аббатство, Гандерсхаймское аббатство, Гернродское аббатство, Кёльнское аббатство и Хертфордское аббатство, в последнее из которых молодая королева Матильда была помещена своей бабкой-аббатисой.
Благодаря своим имперским связям, аббатство получило богатые земельные пожертвования. С церковной точки зрения, аббатиса была выведена из подчинения главы своей епархии, епископа Хальберштадта, и подчинялась только папе. Епископы Хальберштадта постоянно находились в конфликте с аббатисами по вопросу духовной юрисдикции, требуя от них подчинения в силу общего принципа подчинённости женщины мужчине. В политическом отношении, аббатиса была княгиней Священной Римской империи, занимающей место в коллегии князей и имеющей право голоса в рейхстаге.
Во время Реформации аббатство стало протестантским при аббатисе Анне II из рода Штольбергов. После германской медиатизации 1803 года аббатство было присоединено к королевству Пруссии как Кведлинбургское княжество. Между 1807 и 1813 годам и оно относилось к просуществовавшему недолго королевству Вестфалия.

Панорама города, в середине — замок и монастырь Кведлинбурга

## Церковь

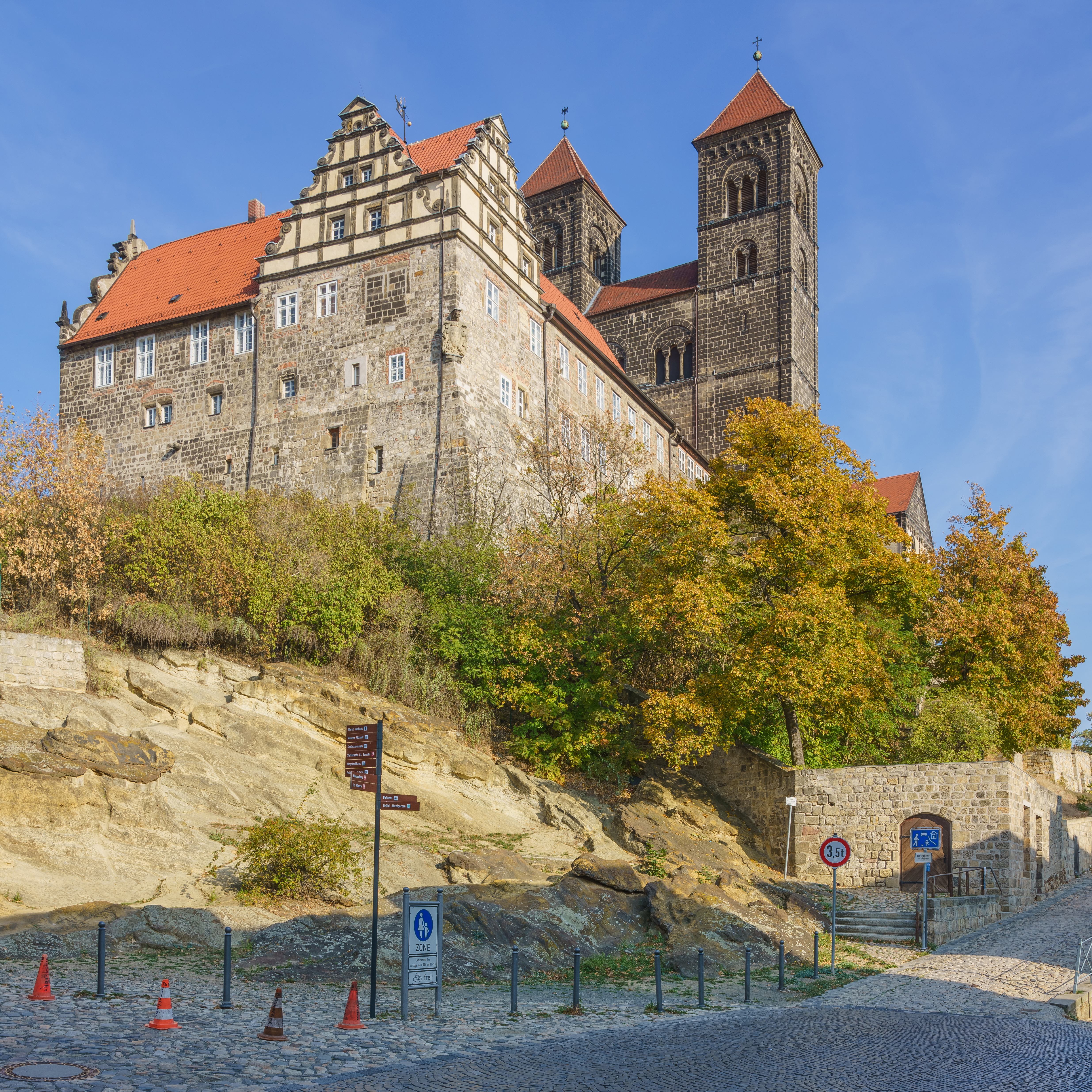
Вид на замок и монастырь снизу

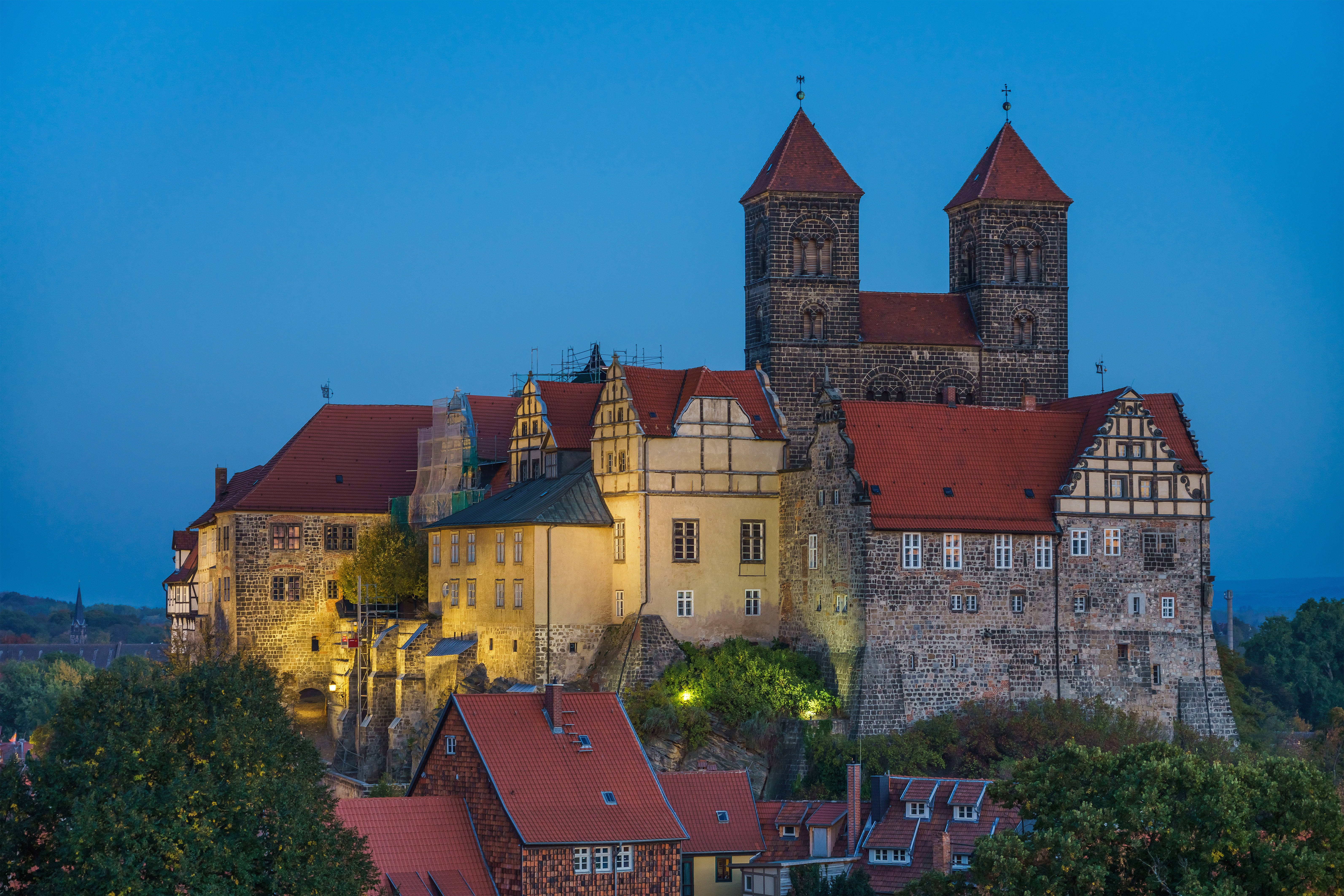
Вид на замок и монастырь в сумерках

Церковь Св. Серватия посвященная святым Серватию Маастрихтскому, первому епископу Тонгерена и Дионисию Парижскому, является значительной романской постройкой. Возведение трёхнефной  базилики на фундаменте трёх предшествующих строений началось до 997 года и было закончено в 1021 году. В 1070 году случился пожар, причинивший серьёзный ущерб. Здание было восстановлено в исходном виде и было переосвящено в 1129 году в присутствии императора Лотаря III.
В настоящее время церковь св. Серватия является частью историко-культурного туристского маршрута Дорога романики (нем. Straße der Romanik).

## Пожертвования

### Земельная собственность
В первые десятилетия своего существования община была облагодетельствована многочисленными земельными дарами, особенно от императорской семьи. Все последующие земли, вводимые в обработку в прилегающих районах, также отходили к аббатству. Кроме того, оно получало и более далеко расположенные территории, например расположенный в 170 километрах Зольтау, дарованный Оттоном I в 936 году.
Среди прочего, аббатство получило следующие территории и владения:
- В 956 году Оттон I даровал церковь Архангела Михаила недалеко от Бланкенбурга, которая позже была преобразована аббатисой Беатрисой II в Михаэльштайнское аббатство[англ.]
- В 974 году был приобретён город Дудерштадт в юго-восточной Нижней Саксонии, которым аббатство владело 262 года. Деревней Брайтенфельд около Дудерштадта аббатство владело до своего расформирования.[7]
- 3 июля 993 года император Оттон III даровал аббатству Потсдам, что является первым документальным упоминанием этого места. Эта дарственная отмечает поворотный пункт к возврату территорий восточнее Эльбы, утраченных восточными франками после восстания славян 983 года.
- В 999 году провинция Геры перешла к аббатству. В 1209 году назначила фогта Вайды в качестве администратора этой территории.
- Дарственные императора Оттона I: в 936 году 25 поместий; в 937 году 2 поместья; в 944 году 1 поместье; в 946 году 2 поместья; в 954 году 1 поместье; в 956 году 11 поместий; в 961 году 7 поместий.
- Дарственные императора Оттона II: в 974 несколько поместий; в 979 году 1 поместье; в 985 году 5 поместий.
- Дарственные императора Оттона III: в 992 году 3 поместья; в 993 году 2 поместья; в 995 году 4 поместья; в 999 году 1 поместье.
- Последующие приобретения составили более 150 поместий.[8]

### Сокровища
Аббатство также получило в качестве пожертвования многочисленные драгоценные книги, манускрипты и предметы церковной утвари, которые хранились в сокровищнице. В конце Второй мировой войны значительное количество ценных предметов было похищено американским солдатом Джо Мидором, в том числе реликварий Св. Серватия, датируемый эпохой Карла Лысого; евангелистарий 9 века (Samuhel Evangeliar); отпечатанный в 1513 году евангелистарий Св. Виперта (Evangelistar aus St Wiperti) of 1513; литургический гребень из слоновой кости. Украденные предметы были снова обнаружены в 1987 году и после длительного судебного процесса были возвращены в аббатство в 1993 году.

## Анналы
Аббатство так же известно как место хранения «Кведлинбургских анналов» (лат. Saxonicae Annales Quedlinburgenses, нем. Quedlinburger Annalen), составленных с 1008 по 1030 год. Благодаря своей связи с правящей семьёй империи и территориальной близости к её центру в Магдебурге, в Кведлинбург попадала достоверная и подробная информация, важная для изучения Священной Римской империи того времени.

## Аббатисы

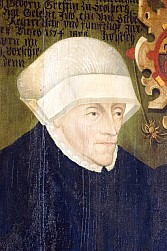
Анна II
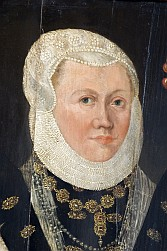
Елизавета II
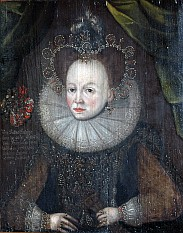
Анна III
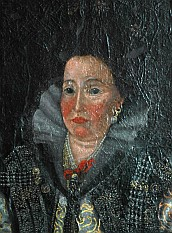
Мария
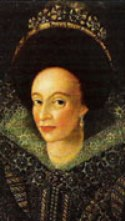
Доротея
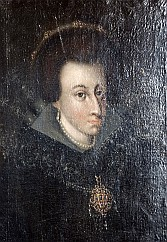
Доротея София
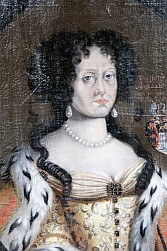
Анна София I
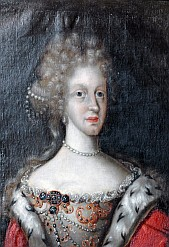
Анна София II
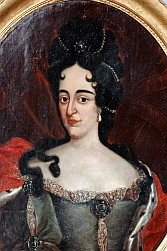
Анна Доротея
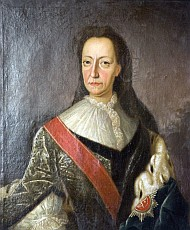
Мария Елизавета
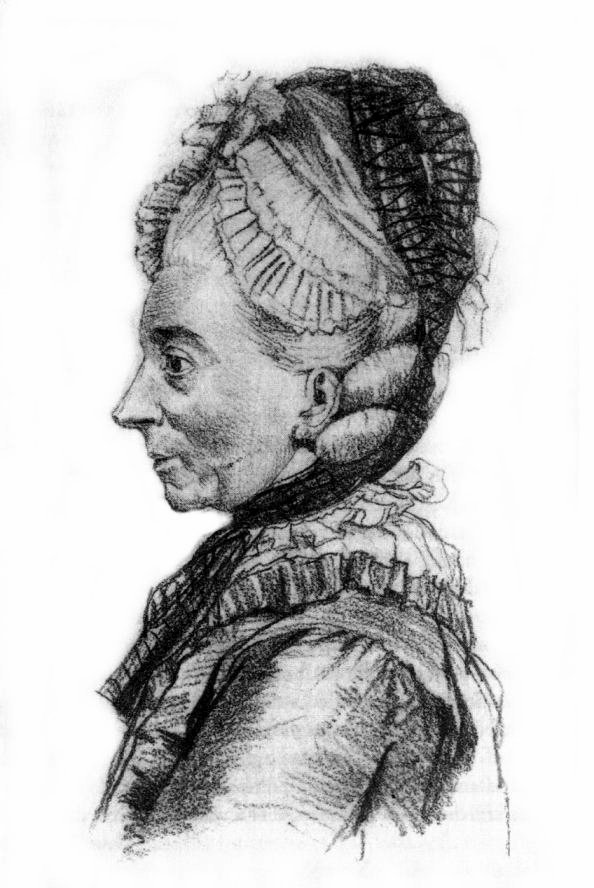
Амалия
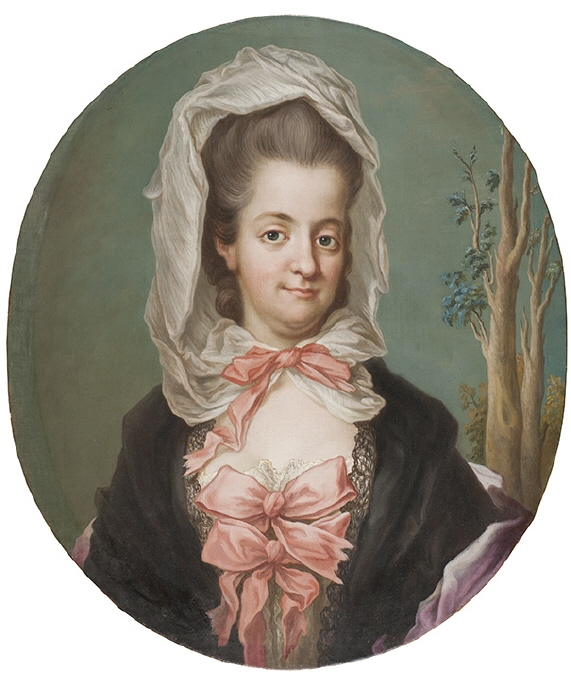
София Альбертина

## Внешние ссылки
- Dom und Domschatz zu Quedlinburg Архивная копия от 11 марта 2022 на Wayback Machine  (нем.)